# Шидло, Беата
Беата Мария Ши́дло (пол. Beata Maria Szydło; род. 15 апреля 1963, Освенцим, ПНР) — польский политик. Премьер-министр Польши (2015—2017).

## Биография
Родилась 15 апреля 1963 года в Освенциме, выросла недалеко от города Бжеще, где её отец работал шахтёром.
В 1989 году окончила факультет этнографии Ягеллонского университета в Кракове. В 1989—1995 годах была аспирантом на факультете философии и истории Ягеллонского университета. В 1997 году окончила аспирантуру для менеджеров культуры в Варшавской школе экономики, а в 2001 году — аспирантуру Краковского экономического университета, где изучала территориальное управление.
С 1987 по 1995 год работала в качестве ассистента Исторического музея города Кракова, позже перешла в Культурный центр в Либёнже. В 1997—1998 годах была директором культурного центра Бжеще. В 1998 году была избрана на пост мэра Бжеще, где проработала до 2005 года. Она также входила в совет Освенцимского повята от Избирательной акции Солидарности в 1998—2002 годах. В 2004 году стала вице-президентом Департамента добровольной пожарной охраны города Бжеще.
В 2005 году вступила в «Право и справедливость», была избрана членом Сейма, переизбрана в 2007 и 2011 годах. С 2010 — заместитель лидера партии «Право и справедливость».
На парламентских выборах 25 октября 2015 года «Право и справедливость» получило большинство и выдвинутая на пост премьер-министра Польши Беата Шидло сформировала правительство.
7 декабря 2017 года подала заявление об отставке с поста премьер-министра Польши политическому совету партии «Право и справедливость», заявление было удовлетворено в тот же день. В правительстве сменившего её Матеуша Моравецкого заняла пост заместителя премьер-министра.
В 2019 году участвовала в выборах в Европейский парламент, получила мандат депутата, набрав 525 811 голосов. В связи с избранием в Европейский парламент 3 июня 2019 года прекратила исполнение обязанностей вице-премьера.
Замужем, двое сыновей.